# Mojave Moon
Mojave Moon američka je filmska komedija i tzv. film ceste redatelja Kevina Dowlinga iz 1996. godine, snimljen prema scenariju Leonarda Glassera. Glazbu za film skladali su Johnny Caruso i Denys Gawronski. Glavne uloge tumače Danny Aiello, Anne Archer, Angelina Jolie, Michael Biehn i Alfred Molina.

## Radnja
Sredovječni Al McCord druži se sa svojim prijateljima u omiljenom restoranu gdje upoznqje atraktivnu mladu djevojku Ellie koja traži prijevoz do pustinje Mojave, gdje ona i njena majka Julie žive u kamp-prikolici. No, dok se Ellie polako zaljubljuje u njega, on se zaljubljuje u Julie unatoč prisutnosti Julienoga ludog i nasilnog dečka Boyda. Kada Boyd ubije Ellienog dečka Kaisera, tijelo podmetne u prtljažnik Alova automobila. Al sada ima mnogo problema - kako dokazati da on nije ubojica i spasiti sebe, Ellie i Julie od pomahnitalog Boyda?

## Uloge
- Danny Aiello - Al McCord
- Anne Archer - Julie
- Angelina Jolie - Ellie
- Michael Biehn - Boyd
- Alfred Molina - Sal

## Vanjske poveznice
- Mojave Moon u internetskoj bazi filmova IMDb-a